# 25764 Divyanag
25764 Divyanag este un asteroid din centura principală de asteroizi.

## Descriere
25764 Divyanag este un asteroid din centura principală de asteroizi. A fost descoperit pe 2 februarie 2000 la Socorro, New Mexico, în cadrul proiectului LINEAR. Asteroidul prezintă o orbită caracterizată de o semiaxă mare de 2,25 ua, o excentricitate de 0,13 și o înclinație de 1,7° în raport cu ecliptica.